# Ovada
Ovada – miejscowość i gmina we Włoszech, w regionie Piemont, w prowincji Alessandria.
Według danych na styczeń 2010 gminę zamieszkiwało 11 901 osób przy gęstości zaludnienia 336,9 os./km².
W Ovadzie urodził się św. Paweł od Krzyża (1694–1775), założyciel zgromadzenia pasjonistów.